# Vanessa Fernandes
Vanessa Fernandes (Perosinho, 14 september 1985) is een professioneel Portugees triatlete en duatlete. Ze werd wereldkampioene triatlon op de olympische afstand, tweemaal wereldkampioene duatlon op de korte afstand, Europees kampioene duatlon en meervoudig Europees kampioene triatlon op de olympische afstand. Ook won ze verschillende jeugdtitels.
Fernandes is begonnen met triatlons in 1999. In 2004 deed ze mee aan de triatlon op de Olympische Zomerspelen van Athene. Daar behaalde ze een achtste plaats in een tijd van 2:06.15,39. Bij de Olympische Zomerspelen van Peking deed ze het beter: ze behaalde achter de Australische Emma Snowsill de zilveren medaille in 2:06.15,39.

## Titels
- Wereldkampioene triatlon op de olympische afstand - 2007
- Wereldkampioene duatlon op de korte afstand - 2007, 2008
- Europees kampioene duatlon - 2006
- Europees kampioene triatlon op de olympische afstand - 2004, 2005, 2006, 2007, 2008
- Portugees kampioene triatlon - 2004
- Europees kampioene triatlon (onder 23 jaar) - 2004, 2005, 2006
- Wereldjeugdkampioene duatlon - 2003
- Europees jeugdkampioene duatlon - 2003

## Prijzen
- ITU wereldbeker triatlon - 2006, 2007

## Palmares

### duatlon
- 2002:  EK junioren in Gyor

### triatlon
- 2002:  EK junioren in Zeitz
- 2003:  WK junioren in Queenstown - 1:07.24
- 2003:  ITU wereldbekerwedstrijd in Spanje
- 2004:  ITU wereldbekerwedstrijd in Brazilië
- 2004:  ITU wereldbekerwedstrijd in Spanje
- 2004:  EK olympische afstand in Valencia - 1:56.52
- 2004: 5e WK olympische afstand in Funchal - 1:53.32
- 2004: 8e Olympische Spelen van Athene - 2:06.15,39
- 2005:  EK olympische afstand in Lausanne - 2:07.39
- 2005: 4e WK olympische afstand in Gamagori - 2:00.20
- 2006:  EK olympische afstand in Autun - 2:10.41
- 2006:  WK olympische afstand in Lausanne - 2:04.48
- 2007:  EK olympische afstand in Kopenhagen - 2:02.36
- 2007:  WK olympische afstand in Hamburg - 1:53.27
- 2008:  EK olympische afstand in Lissabon - 2:05.46
- 2008: 10e WK olympische afstand in Vancouver - 2:04.34
- 2008:  Olympische Spelen van Peking - 1:59.34,63
- 2009:  EK olympische afstand in Holten - 1:56.32
- 2012: 125e WK olympische afstand - 114p

1989: Erin Baker ·
1990: Karen Smyers ·
1991: Jo-Anne Ritchie ·
1992: Michellie Jones ·
1993: Michellie Jones ·
1994: Emma Carney ·
1995: Karen Smyers ·
1996: Jackie Gallagher ·
1997: Emma Carney ·
1998: Joanne King ·
1999: Loretta Harrop ·
2000: Nicole Hackett ·
2001: Siri Lindley ·
2002: Leanda Cave ·
2003: Emma Snowsill ·
2004: Sheila Taormina ·
2005: Emma Snowsill ·
2006: Emma Snowsill ·
2007: Vanessa Fernandes ·
2008: Helen Jenkins ·
2009: Emma Moffatt ·
2010: Emma Moffatt ·
2011: Helen Jenkins ·
2012: Lisa Nordén ·
2013: Non Stanford ·
2014: Gwen Jorgensen ·
2015: Gwen Jorgensen ·
2016: Flora Duffy ·
2017: Flora Duffy ·
2018: Vicky Holland ·
2019: Katie Zaferes ·
2020: Georgia Taylor-Brown ·
2021: Flora Duffy
1990: Thea Sybesma ·
1991: Erin Baker ·
1992: Jenny Alcorn ·
1993: Carol Montgomery ·
1994: Irma Heeren ·
1995: Natascha Badmann ·
1996: Jackie Gallagher ·
1997: Irma Heeren ·
1998: Irma Heeren ·
1999: Jackie Gallagher ·
2000: Stephanie Forrester ·
2001: Erika Csomor ·
2002: Corine Raux ·
2003: Edwige Pitel ·
2004: Erika Csomor ·
2005: Michelle Dillon  ·
2006: Catriona Morrison ·
2007: Vanessa Fernandes ·
2008: Vanessa Fernandes ·
2009: Vendula Frintová ·
2010: Catriona Morrison ·
2011: Katie Hewison ·
2012: Felicity Sheedy-Ryan ·
2013: Ai Ueda ·
2014: Sandra Levenez ·
2015: Emma Pallant